# Fútbol Club Dinamo Ereván
El Fútbol Club Dinamo Ereván (en armenio: Ֆուտբոլային Ակումբ Դինամո Երևան) fue un equipo de fútbol de Armenia que alguna vez jugó en la Liga Premier de Armenia, la primera división de fútbol en el país.

## Historia
Fue fundado en el año 1936 en la capital Ereván durante el periodo soviético, siendo uno de los equipos fundadores de la Liga Soviética de Armenia en ese año, donde logró el título de 1936, convirtiéndose en el primer equipo campeón de Armenia.
El club ganó otras 5 ligas de la región de Armenia y también ganó 4 copas de la época soviética, todas en la década de los años 1940. Posteriormente el club se mantuvo activo hasta la independencia de Armenia en 1991. El club fue revivido un año después e integró la Primera Liga de Armenia como uno de los equipos fundadores, manteniéndose activo por varias temporadas, pero sin títulos importantes, ascendiendo por primera vez a la Liga Premier de Armenia en el año 2000, donde terminó en último lugar y ganando solo un partido en esa temporada.
De 2003 a 2007 el club se mantuvo en la Primera Liga de Armenia hasta que el club obtiene el ascenso a la Liga Premier de Armenia por segunda ocasión, pero el Dinamo desapareció en el año 2008.

## Palmarés
- Liga Soviética de Armenia: 6

1936, 1937, 1945, 1946, 1947, 1948, 1949
- Copa Soviética de Armenia: 3

1940, 1945, 1946